# Ursulinas de María Virgen Inmaculada
La Congregación de Hermanas Ursulinas de María Virgen Inmaculada (oficialmente en italiano: Istituto Suore Orsoline di Maria Vergine Immacolata) es un congregación religiosa católica femenina, de vida apostólica y de derecho pontificio, fundada en 1822 por el religioso italiano Francesco della Madonna, en Gandino. A las religiosas de este instituto se les conoce como Ursulinas de Gandino y posponen a sus nombres las siglas O.M.V.I.

## Historia
La congregación fue fundada por el sacerdote Francesco della Madonna, párroco de Gandino, el 3 de diciembre de 1818. La comunidad dio inicio con once jóvenes a las que dio en custodia una escuela para niñas. En 1820, el Reino lombardo-véneto dio la autorización a las religiosas para dedicarse a la enseñanza.
El instituto recibió la aprobación como congregación religiosa de derecho diocesano por el obispo Pietro Luigi Speranza, de la diócesis de Bérgamo, el 19 de julio de 1858. Ese mismo día 19 religiosas profesaron sus primeros votos. La congregación recibió la aprobación pontificia por el papa Pío X, mediante decretum laudis del 8 de febrero de 1909.

## Organización
La Congregación de Hermanas Ursulinas de María Virgen Inmaculada es un instituto religioso de derecho pontificio y centralizado, cuyo gobierno es ejercido por una superiora general. La sede central se encuentra en Bérgamo (Italia).
Las ursulinas de Gandino se dedican a la educación y formación cristiana de la juventud, para ello administran, escuelas, pensionados y otros institutos educativos. En 2017, el instituto contaba con 398 religiosas y 57 comunidades, presentes en Argentina, Brasil, Eritrea, Etiopía, Kenia, Italia, Polonia y Sudán del Sur.